# Battaglia di Ioppe
La battaglia di Ioppe costituì una delle fasi finali della campagna di Vespasiano del 67, nell'ambito della prima guerra giudaica contro i Giudei, i quali si erano ribellati al potere romano nella provincia della Giudea.

## Contesto storico
Nel 66, Nerone, venuto a conoscenza della sconfitta subita in Giudea dal suo legatus Augusti pro praetore di Siria, Gaio Cestio Gallo, colto da grande angoscia e timore, trovò che il solo Vespasiano (il futuro imperatore romano) sarebbe stato all'altezza del compito, e quindi capace di condurre una guerra tanto importante in modo vittorioso.
E così Vespasiano fu incaricato della conduzione della guerra in Giudea, che minacciava di espandersi a tutto l'Oriente. Vespasiano, come prima disposizione, inviò il figlio Tito ad Alessandria d'Egitto, per rilevare la legio XV Apollinaris, mentre egli stesso attraversava l'Ellesponto, raggiungendo la Siria via terra, dove concentrò le forze romane e numerosi contingenti ausiliari di re clienti.
Qui Vespasiano rafforzava l'esercito siriaco (legio X Fretensis), aggiungendo due legioni (la legio V Macedonica e la legio XV Apollinaris, giunta dall'Egitto), otto ali di cavalleria e dieci coorti ausiliarie, mentre attendeva l'arrivo del figlio Tito, nominato suo vice (legatus).
Con l'inizio del nuovo anno (67), Vespasiano si decise ad invadere la Galilea personalmente, partendo da Tolemaide. Vespasiano conquistò al primo assalto la città di Gabara, che era rimasta priva di uomini validi per la sua difesa. Poco dopo decise di assaltare la città-fortezza giudea di Iotapata che dopo una strenua resistenza di 47 giorni cadde: i morti furono 40 000 ed i sopravvissuti 1 200, compreso il comandante della piazzaforte, Giuseppe ben Mattia. Nel giugno del 67 la Legio V Macedonica fu inviata sul monte Garizim per reprimere una ribellione di Samaritani, mentre il legato di Vespasiano Marco Ulpio Traiano conquistò Iafa, uccidendo 12 000 difensori.
Il quarto giorno del mese di Panemo (l'attuale mese di giugno), Vespasiano giunse con l'esercito a Tolemaide e poi da qui a Cesarea marittima, una delle più grandi città della Giudea, dove gli abitanti accolsero l'esercito romano con grandi manifestazioni di giubilo. Vespasiano mise a svernare a Cesarea le legioni V Macedonica e X Fretensis, mentre la XV Apollinaris la inviò a Scythopolis per non gravare con tutto l'esercito su Cesarea.

## Antefatto
Intanto i Giudei che, dopo lo scoppio della guerra erano stati esiliati dalle loro città, oltre a quelli che erano scampati dalle città appena distrutte, si radunarono ed elessero come loro centro la città di Ioppe, in precedenza devastata da Gaio Cestio Gallo. Trovandosi però esclusi dall'entroterra, che era controllato dai Romani, preferirono rivolgersi al mare ed alla pirateria. Costruirono, pertanto, un gran numero di vascelli e cominciarono ad assaltare le navi commerciali lungo le rotte tra Siria, Fenicia ed Egitto.
(Giuseppe Flavio, La guerra giudaica, III, 9.3.419-421.)

## Battaglia
Vespasiano, quando apprese ciò, inviò contro Ioppe reparti di fanteria e cavalleria, che durante la notte piombarono sulla città trovandola deserta. Gli abitanti erano stati, infatti, informati per tempo dell'imminente attacco romano e, terrorizzati, preferirono non opporre resistenza ai Romani, rifugiandosi sulle loro navi, rimanendo sulle stesse tutta la notte, lontani dal pericolo dell'armata romana.
Proprio davanti alla costa, i Giudei, all'alba, furono investiti da un forte vento, che dai naviganti di quella zona è chiamato “borea nero”. Alcune navi furono distrutte, cozzando le une contro le altre, altre furono scaraventate contro i vicini scogli, molte altre furono inghiottite dagli enormi flutti al largo, dove erano state spinte per evitare di andare a fracassarsi contro le vicine scogliere.
del vento li respingeva dal mare e i Romani dalla città.»
(Giuseppe Flavio, Guerra giudaica, III, 9.3.424.)
Di tutti coloro che si erano imbarcati, alcuni morirono travolti dalle onde, molti imprigionati tra i rottami delle loro navi, altri si diedero il suicidio. La maggior parte, riuscita a scampare alla tempesta, venne gettata sulla scogliera, tanto che buona parte del litorale risultò arrossato dal loro sangue e pieno di cadaveri. Coloro che riuscivano invece a salvarsi anche da questa disgrazia, trovarono i Romani pronti ad aggredirli a riva ed a massacrarli.

## Conseguenze
Il numero dei corpi rigettati dal mare fu di quattromila e duecento. Così i Romani presero la città senza combattere e la distrussero per la seconda volta. Vespasiano, infine, per impedire che i pirati tornassero in zona nuovamente, costruì un accampamento sull'acropoli sistemandovi alcuni reparti di cavalleria ed un limitato numero di fanti. Affidò, quindi, a questo contingente militare il compito di vigilare sulla zona e portare devastazione nel territorio circostante a Ioppe, distruggendo tutti i villaggi e le cittadine attorno ogni giorno.